# Marija Šteriova
Marija Šteriova (transliterat și Marija Shteriova, în macedoneană Марија Штериова, n. 19 martie 1991, în Skopje) este o handbalistă din Macedonia care joacă pentru clubul românesc HC Dunărea Brăila și echipa națională a Macedoniei. Šteriova evoluează pe postul de intermediar stânga.
Šteriova a făcut parte din echipa Macedoniei care s-a clasat pe locul al 16-lea la Campionatul European din 2012, desfășurat în Serbia. De asemenea, a ocupat locul trei împreună cu ŽRK Vardar, în Liga Campionilor ediția 2013-2014. În decembrie 2019, a fost desemnată cea mai bună jucătoare a echpei în anul 2019, de către clubul Minaur.

## Palmares
- Liga Campionilor EHF:
  - Locul 3: 2014
  - Grupe: 2009

- Cupa Cupelor:
  - Optimi: 2009
  - Turul 3: 2012

- Liga Europeană:
  - Turul 3: 2021, 2022

- Cupa EHF:
  - Optimi: 2013

- Cupa Challenge:
  - Semifinalistă: 2010

- Liga Feminină de Handbal a Macedoniei:
  -  Câștigătoare: 2009, 2013, 2014

- Cupa Macedoniei
  -  Câștigătoare: 2009, 2014

- Cupa României:
  -  Câștigătoare: 2021
  -  Medalie de bronz: 2020

- Supercupa României:
  -  Câștigătoare: 2021

## Statistică goluri
Conform Federației Europene de Handbal:
| Sezon               | Echipă | Goluri |
| ------------------- | ------ | ------ |
|                     |        |        |
| 2017-18             |        |        |
| HC Dunărea Brăila   | 66     |        |
|                     |        |        |
| 2018-19             |        |        |
| CS Minaur Baia Mare | 90     |        |
|                     |        |        |
| 2019-20             |        |        |
| CS Minaur Baia Mare | 59     |        |
|                     |        |        |
| 2020-21             |        |        |
| SCM Gloria Buzău    | 5      |        |
|                     |        |        |
| 2021-22             |        |        |
| SCM Gloria Buzău    | 54     |        |

| Sezon                                  | Echipă | Goluri |
| -------------------------------------- | ------ | ------ |
|                                        |        |        |
| 2017-18                                |        |        |
| HC Dunărea Brăila                      | 22     |        |
|                                        |        |        |
| 2018-19                                |        |        |
| CS Minaur Baia Mare                    | 11     |        |
|                                        |        |        |
| 2019-20                                |        |        |
| CS Minaur Baia Mare / SCM Gloria Buzău | 7 / -  |        |
|                                        |        |        |
| 2020-21                                |        |        |
| SCM Gloria Buzău                       | -      |        |
|                                        |        |        |
| 2021-22                                |        |        |
| SCM Gloria Buzău                       | -      |        |

| Sezon                 | Echipă | Goluri |
| --------------------- | ------ | ------ |
|                       |        |        |
| 2008-09               |        |        |
| Kometal Gjorče Petrov | -      |        |
|                       |        |        |
| 2013-14               |        |        |
| ŽRK Vardar SCBT       | 8      |        |

| Sezon                 | Echipă | Goluri |
| --------------------- | ------ | ------ |
|                       |        |        |
| 2008-09               |        |        |
| Kometal Gjorče Petrov | -      |        |
|                       |        |        |
| 2011-12               |        |        |
| RK Žito Prilep        | 17     |        |

| Sezon            | Echipă | Goluri |
| ---------------- | ------ | ------ |
|                  |        |        |
| 2020-21          |        |        |
| SCM Gloria Buzău | 9      |        |
|                  |        |        |
| 2021-22          |        |        |
| SCM Gloria Buzău | -      |        |

| Sezon           | Echipă | Goluri |
| --------------- | ------ | ------ |
|                 |        |        |
| 2012-13         |        |        |
| ŽRK Vardar SCBT | 9      |        |

| Sezon           | Echipă | Goluri |
| --------------- | ------ | ------ |
|                 |        |        |
| 2009-10         |        |        |
| Metalurg Skopje | -      |        |